# Studios Electric Lady
 (juillet 2025).
Si vous disposez d'ouvrages ou d'articles de référence ou si vous connaissez des sites web de qualité traitant du thème abordé ici, merci de compléter l'article en donnant les références utiles à sa vérifiabilité et en les liant à la section « Notes et références ».

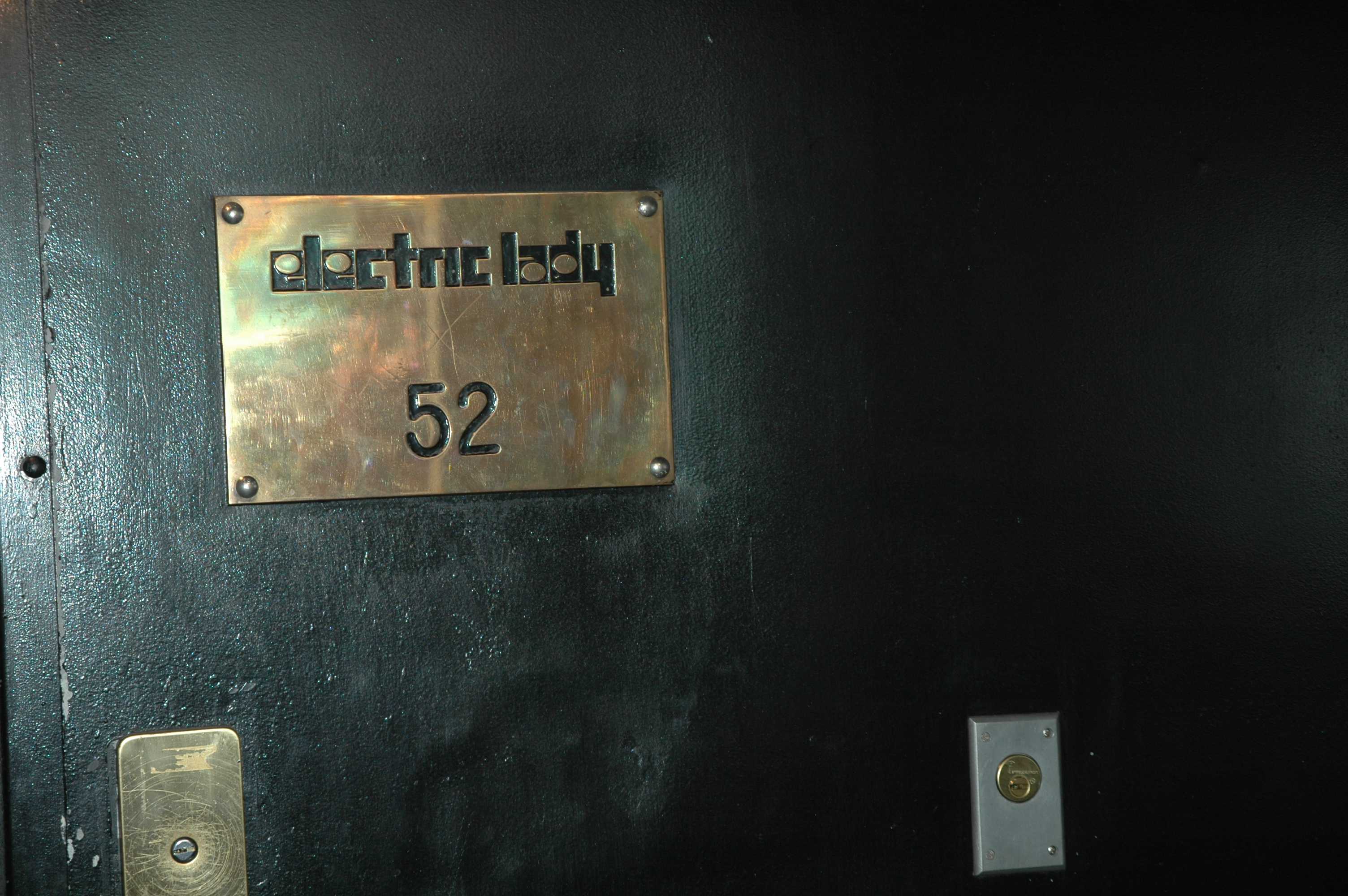
Electriclady Studios door sign in Greenwich Village - NY

Les Studios Electric Lady, au 52 West 8th Street de Greenwich Village à New York, est un studio d'enregistrement construit à l'origine par Jimi Hendrix et conçu par John Storyk en 1970.
De nombreux artistes y ont enregistré leur musique : Goldfrapp, Billy Cobham, Curtis Mayfield, Mandrill, Carly Simon, Peter Frampton, David Bowie, Christina Aguilera, Bad Religion, Stevie Wonder, Cactus, AC/DC, Led Zeppelin, Muse, Arctic Monkeys, The Early Years, John Lennon, Sinéad O'Connor, Billy Joel, Billy Idol, The Clash, Nas, The Mars Volta, Frank Zappa, Mike Oldfield, The Rolling Stones, The Magnetic Fields, Guns N' Roses (Chinese Democracy), Elkie Brooks, Patti Smith, John McLaughlin, Kiss, Van Halen, Weezer, Interpol, The Strokes, Ryan Adams, Steve Earle, Al Green, Dave Matthews Band, Monster Magnet, The Pink Spiders, Deee-Lite, Gidget Gein and the Dali Gaggers, Chris Braide, Rancid, D'Angelo, Wolfmother, The Big Pink, Common (ainsi que la majorité des Soulquarians), Metric, Daft Punk, U2, Charlélie Couture ou Lady Gaga ou alors plus récemment Denzel Curry.

## Histoire
En 1968, Hendrix et son manager Michael Jeffery investirent conjointement dans l'achat du Generation Club à Greenwich Village. Ils renoncèrent à leurs plans initiaux de rouvrir le club quand les deux décidèrent que leur investissement leur servirait mieux en tant que studio d'enregistrement. Les frais de studio pour les longues séances d'enregistrement de Electric Ladyland étaient astronomiques, et Jimi était constamment à la recherche d'un environnement d'enregistrement qui lui convenait.
La construction du studio prit presque le double de temps et d'argent que prévu : les permis furent retardés de nombreuses fois, le site fut inondé à cause de forte pluie pendant la démolition, et des pompes durent être installées après qu'il eut été déterminé que l'immeuble se trouvait sur l'affluent d'une rivière souterraine.
Un prêt à six chiffres auprès de Warner Brothers fut requis pour sauver le projet.
Conçu par l'architecte et acousticien John Storyk, le studio a été fait spécifiquement pour Hendrix, avec des fenêtres rondes et une machine capable de générer une ambiance lumineuse dans une myriade de couleurs. Il a été conçu pour être un environnement relaxant qui encouragerait la créativité de Jimi, et en même temps, pour fournir une atmosphère d'enregistrement professionnelle. L'ingénieur Eddie Kramer le confirma en refusant d'autoriser l'utilisation de drogue pendant les sessions de travail. L'artiste Lance Jost a peint le studio dans un thème spatial psychédélique.
Hendrix passa seulement dix semaines à enregistrer à Electric Lady, la plupart du temps alors que les dernières phases de construction était encore en cours. Une fête d'ouverture a été donnée le 26 août 1970 et le jour suivant, Hendrix créa son dernier enregistrement studio : un morceau instrumental calme connu sous le nom de Slow Blues. Il embarqua ensuite à bord d'un vol d'Air India pour Londres pour jouer au Festival de l'île de Wight et décéda moins de trois semaines plus tard.
L'adresse au 52 West 8th Street de Electric Lady est chargée d'histoire. Elle était précédemment habitée par l'artiste expressionniste abstrait Hans Hofmann. Connu sous le nom de Village Barn, il commença à y donner des conférences en 1938, se retirant en 1958 pour peindre à plein temps.

## Culture populaire
Electric Lady Studios est visible dans le film Une nuit à New York où une série de scènes a été filmée à l'intérieur du studio d'enregistrement. Nick (Michael Cera) et Norah (Kat Dennings) mentionnent plusieurs fois pendant leur visite la nature historique du studio, et font de nombreuses références à la multitude d'artistes qui y ont enregistré.